# USS Fleming (DE-32)
USS Fleming (DE-32) là một tàu hộ tống khu trục lớp Evarts được Hải quân Hoa Kỳ chế tạo trong Chiến tranh Thế giới thứ hai. Nó là chiếc tàu chiến thứ hai của Hải quân Mỹ được đặt theo tên Đại úy Thủy quân Lục chiến Richard Eugene Fleming (1917-1942), phi công đã tử trận trong Trận Midway và được truy tặng Huân chương Danh dự. Nó đã phục vụ cho đến khi chiến tranh kết thúc, xuất biên chế vào ngày 15 tháng 11, 1945 và xóa đăng bạ vào ngày 28 tháng 11, 1945. Con tàu bị bán để tháo dỡ vào ngày 29 tháng 1, 1948. Fleming được tặng thưởng bốn Ngôi sao Chiến trận do thành tích phục vụ trong Thế Chiến II.

## Thiết kế và chế tạo
Những chiếc thuộc lớp tàu khu trục Evarts có chiều dài chung 289 ft 5 in (88,21 m), mạn tàu rộng 35 ft 1 in (10,69 m) và độ sâu mớn nước khi đầy tải là 8 ft 3 in (2,51 m). Chúng có trọng lượng choán nước tiêu chuẩn 1.140 tấn Anh (1.160 t); và lên đến 1.430 tấn Anh (1.450 t) khi đầy tải. Hệ thống động lực bao gồm bốn động cơ diesel General Motors Kiểu 16-278A nối với bốn máy phát điện để vận hành hai trục chân vịt; công suất 6.000 hp (4.500 kW) cho phép đạt được tốc độ tối đa 21 kn (24 mph; 39 km/h), và có dự trữ hành trình 4.150 nmi (4.780 mi; 7.690 km) khi di chuyển ở vận tốc đường trường 12 kn (14 mph; 22 km/h).
Vũ khí trang bị bao gồm ba pháo 3 in (76 mm)/50 cal trên tháp pháo nòng đơn có thể đối hạm hoặc phòng không, một khẩu đội 1,1 inch/75 caliber bốn nòng và chín pháo phòng không Oerlikon 20 mm. Vũ khí chống ngầm bao gồm một dàn súng cối chống tàu ngầm Hedgehog Mk. 10 (có 24 nòng và mang theo 144 quả đạn); hai đường ray Mk. 9 và tám máy phóng K3 Mk. 6 để thả mìn sâu.
Fleming được đặt lườn tại Xưởng hải quân Mare Island, ở Vallejo, California vào ngày 24 tháng 12, 1942. Nó được hạ thủy vào ngày 16 tháng 6, 1943; được đỡ đầu bởi bà W. E. Rutherford, và nhập biên chế vào ngày 18 tháng 9, 1943 dưới quyền chỉ huy của Hạm trưởng, Thiếu tá Hải quân R. J. Toner.

## Lịch sử hoạt động
Sau khi được huấn luyện tại khu vực quần đảo Hawaii, Fleming đi đến Tarawa vào ngày 15 tháng 1, 1944 để hoạt động tuần tra và hộ tống vận tải tại chỗ cũng như hộ tống các đoàn tàu vận tải đi đến Makin, Majuro, Funafuti và Kwajalein cho đến tháng 4. Nó quay trở về Trân Châu Cảng cho một lượt đại tu ngắn từ ngày 19 tháng 5 đến ngày 7 tháng 6, rồi khởi hành đi Eniwetok nơi nó hộ tống một đoàn tàu vận tải hướng đến Guam, đến nơi vào ngày 27 tháng 6. Nó hoạt động tuần tra ngoài khơi và hộ tống các tàu buôn đi từ Guam đến Tinian và Eniwetok cho đến ngày 20 tháng 8, khi nó hộ tống một tàu tấn công đổ bộ đi Saipan và Trân Châu Cảng.
Hoàn tất nhiệm vụ tại khu vực quần đảo Mariana, Fleming quay trở lại Trân Châu Cảng để phục vụ như một mục tiêu giả lập nhằm huấn luyện tàu ngầm cho đến ngày 17 tháng 10. Nó đi đến Eniwetok bắt đầu đợt hoạt động kéo dài bốn tháng để hộ tống tàu bè đi lại giữa Eniwetok và Ulithi, là căn cứ tập trung lực lượng cho các chiến dịch đổ bộ tiếp theo lên Iwo Jima và Okinawa. Trong đêm 13 tháng 1, 1945, đang khi hộ tống hai tàu chở dầu đi từ Ulithi đến Eniwetok, nó bắt được tín hiệu một tàu lạ trên màn hình radar ở khoảng cách 14.000 thước Anh (12.800 m). Fleming quyết định tiếp cận để điều tra, truy vấn con tàu lạ từ khoảng cách 4.000 thước Anh (3.700 m), nhưng vẫn không được trả lời. Chiếc tàu khu trục tiếp tục thu ngắn khoảng cách, và bị mất tín hiệu radar ở khoảng cách 1.900 thước Anh (1.700 m), nhưng ngay sau đó lại dò được tín hiệu sonar, cho thấy đối tượng là một tàu ngầm đối phương vừa lặn xuống nước. Ở khoảng cách 1.000 thước Anh (914 m), nó bật đèn pha tìm kiếm nhưng không tìm thấy gì trên mặt biển; nó tấn công chiếc tàu ngầm với một lượt mìn sâu rồi tiếp nối bằng bốn loạt súng cối chống tàu ngầm Hedgehog, mỗi loạt 24 quả. Sau loạt Hedgehog cuối cùng lúc ngay sau nữa đêm ngày 14 tháng 1, ba tiếng nổ ngầm dưới nước xảy ra rồi tiếp theo là một vụ nổ lớn, khiến vòm sonar của chính nó bị hư hại. Thủy thủ của Fleming quan sát được những mảnh vỡ và các vệt dầu loang, khẳng định đã đánh chìm tàu ngầm đối phương ở tọa độ 12°08′B 154°27′Đ / 12,133°B 154,45°Đ. Nạn nhân của nó là tàu ngầm Nhật Bản I-362.
Vào cuối tháng 2 và tháng 3, Fleming thực hiện các chuyến hộ tống vận tải từ Eniwetok đến Saipan và Guam, và vào ngày 13 tháng 3 đã đi đến Ulithi nhằm chuẩn bị cho chiến dịch đổ bộ lên Okinawa. Nó khởi hành vào ngày 21 tháng 3 trong thành phần tháp tùng bảo vệ cho các tàu sân bay hộ tống làm nhiệm vụ hỗ trợ trên không cho cuộc đổ bộ chính diễn ra vào ngày 1 tháng 4; và tiếp tục hoạt động cùng đơn vị này cho đến ngày 17 tháng 4, khi nó được tách ra để hộ tống cho tàu sân bay Natoma Bay (CVE-62) quay trở về Guam để sửa chữa. Nó cùng Natoma Bay rời Guam vào ngày 4 tháng 5 để quay trở lại vùng chiến sự, đi đến ngoài khơi Okinawa bốn ngày sau đó.
Đang khi bảo vệ cho các tàu sân bay hộ tống ngoài khơi Okinawa vào ngày 20 tháng 5, Fleming đã bắn rơi hai máy bay tấn công tự sát Kamikaze đang tìm cách tấn công nó, và đánh đuổi được kẻ tấn công thứ ba. Năm ngày sau, nó cứu vớt 11 người sống sót từ tàu USS LSM-135 cùng 20 người khác từ tàu vận chuyển cao tốc Bates (APD-47), cả hai đều bị máy bay Kamikaze đánh chìm. Fleming tiếp tục phục vụ tại khu vực Okinawa cho đến ngày 5 tháng 7, khi nó lên đường quay trở về vùng bờ Tây để được đại tu.
Chiến tranh kết thúc khi nó vẫn đang trong xưởng tàu, và việc đại tu được dừng lại. Fleming được cho xuất biên chế vào ngày 10 tháng 11, 1945, và con tàu bị bán để tháo dỡ vào ngày 29 tháng 1, 1948.

## Phần thưởng[2]
|  |                                                       |  |
|  | Bronze star · Bronze star · Bronze star · Bronze star |  |

| Dãi băng Hoạt động Tác chiến (truy tặng) |                                                                         |                                                                         |                                      |
| Huân chương Chiến dịch Hoa Kỳ            | Huân chương Chiến dịch Châu Á-Thái Bình Dương với 4 Ngôi sao Chiến trận | Huân chương Chiến dịch Châu Á-Thái Bình Dương với 4 Ngôi sao Chiến trận | Huân chương Chiến thắng Thế Chiến II |